# Eurociudad Vasca Bayona-San Sebastián
La Eurociudad Vasca Bayona-San Sebastián (en francés: Eurocité basque Bayonne-Saint-Sébastien; en euskera: Baiona-Donostia Euskal Eurohiria) es la denominación que se da a la región urbana transfronteriza situada entre España y Francia a lo largo de la costa del mar Cantábrico en el golfo de Vizcaya.
Dada la progresiva integración europea y la desaparición de fronteras internas en la Unión Europea, a partir de 1993 diversas instituciones locales de ambos lados de la frontera crearon convenios de cooperación transfronteriza que han ido derivando en la creación de un proyecto de ciudad transfronteriza que agrupa a 42 entidades locales, tanto españolas como francesas. Este proyecto abarca la realización de proyectos comunes (sinergias en el sector turístico, transporte de mercancías, utilización de infraestructuras comunes, etc.). El consorcio que dirige el proyecto de la Eurociudad tiene la entidad jurídica de una agrupación europea de interés económico (Groupement européen d'intérêt économique). En el futuro podría convertirse en un eurodistrito.
El proyecto se basa en la existencia de una región urbana real que atraviesa la frontera, en la existencia de sinergias y complementaridades entre ambos lados de la frontera y en la existencia de una base cultural vasca que es común. Los tres idiomas oficiales de la institución son el español, el francés y el euskera. 

## Descripción
La Eurociudad Vasca se extiende de forma lineal algo más de 50 km a lo largo de la Costa Vasca. Por una parte engloba la región costera del departamento francés de los Pirineos Atlánticos (Côte Basque), entre la desembocadura del río Adur y la del río Bidasoa. Se trata de una región relativamente llana y tradicionalmente orientada al turismo, fuertemente urbanizada, pero con una densidad de población relativamente baja, ya que gran parte de las viviendas son viviendas de tipo unifamiliar, segundas residencias o están orientadas al turismo.
Al otro lado del río Bidasoa, la Eurociudad se extiende por las comarcas guipuzcoanas de Bajo Bidasoa, Comarca de San Sebastián y parte de Urola-Costa, llegando por un extremo hasta la villa de Guetaria. La parte española es geográficamente más agreste que la francesa, estando por ello menos urbanizada, pero tiene una diferente tipología urbana, con localidades de mayor densidad de población y carácter más industrial; por lo que cuenta con una mayor población.
Los dos polos de la eurociudad son la ciudad de San Sebastián, por un lado, y el Distrito BAB (Bayona-Anglet-Biarritz) por el otro. En su eje central se ubican las localidades de Fuenterrabía, Irún y Hendaya, que han profundizado aún más en las relaciones transfronterizas con el Consorcio Bidasoa-Txingudi.

## Localidades que la integran
La Eurociudad suma aproximadamente 620.000 habitantes divididos en 42 entidades locales.
- 25 comunas francesas, pertenecientes todas ellas al Departamento de Pirineos Atlánticos y al País Vasco-Francés (provincia histórica de Labort):

| - Ahetze (1.318 hab.) - Anglet (36.800 hab.) - Arbonne (1.375 hab.) - Arcangues (2.733 hab.) - Ascain (3.097 hab.) - Bassussarry (1.817 hab.) - Bayona (44.300 hab.) | - Biarritz (30.055 hab.) - Bidart (4.670 hab.) - Biriatou (831 hab.) - Boucau (7.007 hab.) - Ciboure (6.283 hab.) - Guéthary (1.284 hab.) - Halsou (503 hab.) | - Hendaya (12.596 hab.) - Jatxou (811 hab.) - Lahonce (1.890 hab.) - Larressore (1.320 hab.) - San Juan de Luz (13.247 hab.) - Saint-Pée-sur-Nivelle (4.331 hab.) - Sara (2.184 hab.) | - Souraïde (1.082 hab.) - Saint-Pierre-d'Irube (3.873 hab.) - Urrugne (7.043 hab.) - Villefranque (1.742 hab.) |

- 17 municipios españoles, pertenecientes todos ellos a la Provincia de Guipúzcoa (Comunidad Autónoma del País Vasco):

| - Aya (1.751 hab.) - Andoáin (13.993 hab.) - Astigarraga (4.388 hab.) - Fuenterrabía (16.073 hab.) - Guetaria (2.547 hab.) | - Hernani (19.138 hab.) - Irún (60.261 hab.) - Lasarte-Oria (17.647 hab.) - Lezo (5.912 hab.) - Orio (4.643 hab.) | - Oyarzun (9.728 hab.) - Pasajes (16.104 hab.) - Rentería (39.276 hab.) - San Sebastián (183.308 hab.) - Urnieta (6.094 hab.) | - Usúrbil (5.669 hab.) - Zarauz (22.353 hab.) |

## Historia
El 18 de enero de 1993, Henri Grenet, presidente del Distrito Bayona-Anglet-Biarriz, y Eli Galdos, diputado general de la Diputación Foral de Guipúzcoa, firmaron un convenio de cooperación transfronteriza que sería el germen de la Eurociudad Vasca.
En 1997 se creó el observatorio transfronterizo Bayona-San Sebastián por parte de la Diputación Foral de Guipúzcoa y el Distrito Bayona-Anglet-Biarriz (convertido en la Communauté d'agglomération de Bayonne-Anglet-Biarritz), bajo la forma legal de una Agrupación Europea de Interés Económico.
En 2001, el Consorcio Bidasoa-Txingudi, que agrupaba los ayuntamientos de Irún, Fuenterrabía y Hendaya, se unió a la Eurociudad.